# Ceratognathus ocularis
Ceratognathus ocularis es una especie de coleóptero de la familia Lucanidae.

## Distribución geográfica
Habita en Nueva Gales del Sur y Victoria (Australia).